# Tapir
Tapirus
Famille
Genre
Classification phylogénétique
- Ongulés
  - Tubulidentés
  - Cétongulés
    - Cétartiodactyles
      - Tylopodes
      - Clade non nommé

    - Altongulés
      - Périssodactyles
        - Mésaxoniens
          - Équidés
          - Rhinocérotidés
          - Tapiridés

        - Hyracoïdes

      - Téthythériens

Les tapirs (Tapirus) sont un genre de mammifères ongulés, dont une espèce est originaire d'Asie alors que quatre sont d'Amérique centrale et d'Amérique du Sud. C'est le seul genre de la famille des Tapiridés (Tapiridae). Cette famille est très proche de celles des chevaux (Equidae) et des rhinocéros (Rhinocerotidae), classés également dans les Perissodactyla en raison d'un nombre de doigts impair.

## Description

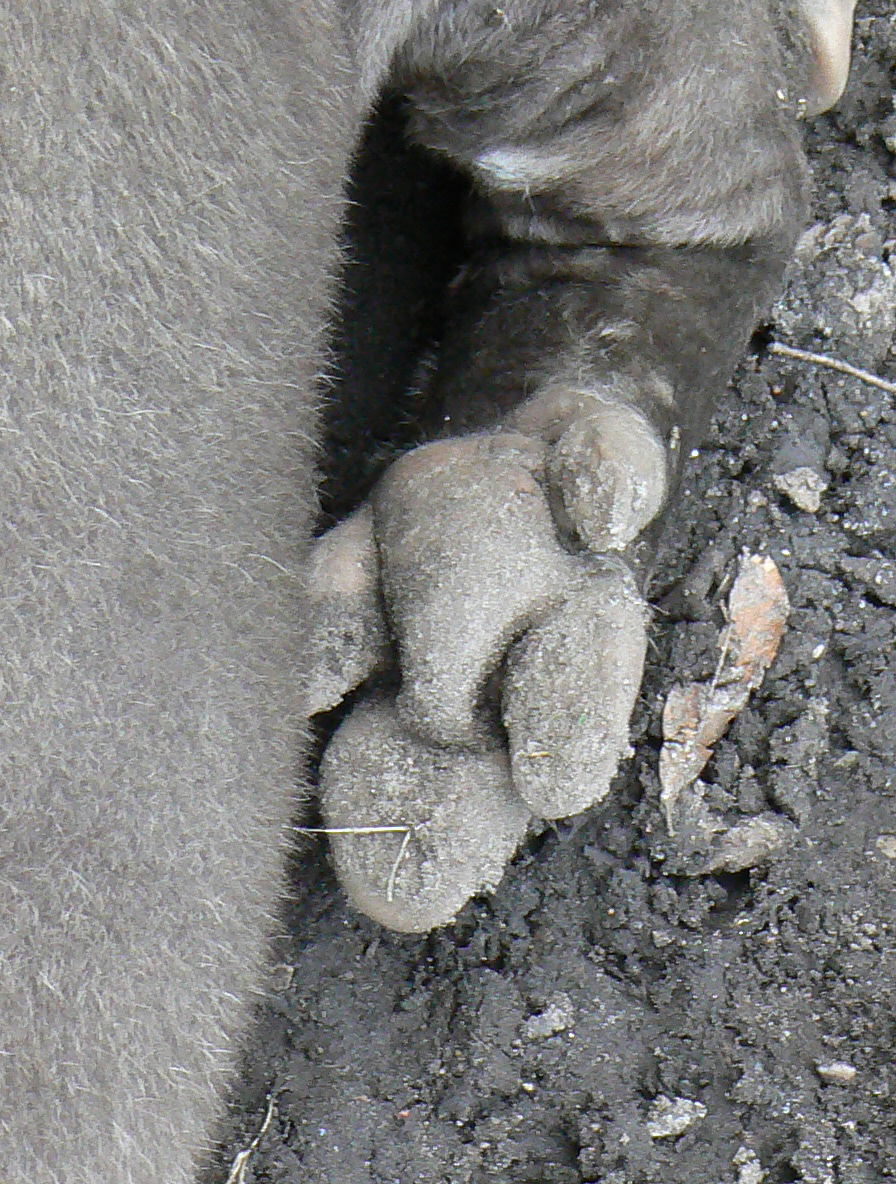
Les trois doigts principaux de la patte du tapir laissent dans la boue une empreinte caractéristique en trèfle

Son corps est massif et est recouvert d'une peau très épaisse (il est d'ailleurs chassé pour son cuir). Il a une courte trompe, qui lui sert à attraper sa nourriture. D'une espèce à l'autre, les tailles peuvent varier, mais la plupart mesurent environ deux mètres pour une hauteur pouvant aller jusqu'à approximativement un mètre, pour une masse allant de 150 à 300 kg.
Il possède une ouïe et un odorat excellents, mais une vue peu développée. Dans la nature, un tapir vit approximativement 30 ans.

## Écologie et comportement

### Comportement social
C'est un animal vivant principalement la nuit, méfiant et solitaire (le couple ne se forme que pour l'accouplement) et résidant en forêt.

### Alimentation
Le tapir a un régime alimentaire strictement herbivore. Très sélectif, il se nourrit de plantules, de fruits et de graines qu’il collecte à l’aide de sa courte trompe préhensile. Il possède de larges dents, parfaitement adaptées pour couper les branches et briser les graines. Le tapir joue ainsi un rôle clé dans la régénération de la forêt en disséminant avec ses déjections les graines de certaines espèces consommées.[réf. nécessaire]
L’alimentation du tapir est étudiée par examen des restes végétaux dans les excréments (graines des fruits et analyse des codes génétiques des feuilles) et l’identification des plantes broutées directement sur le terrain. Ces études permettent de connaître les préférences alimentaires et les besoins de l’espèce.

### Reproduction

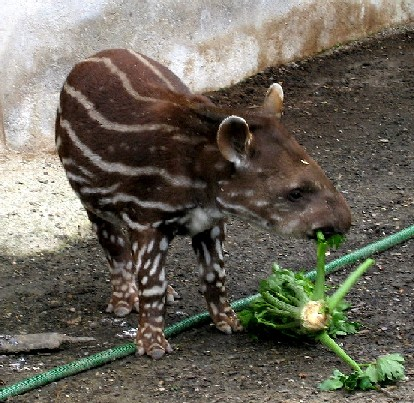
Un bébé tapir du Brésil avec les rayures et les taches caractéristiques de tous les tapirs juvéniles.

La gestation du tapir est d'environ 13 mois, une femelle met au monde un petit (parfois deux), d'une masse d'environ 7 kg. Le petit est allaité pendant presque un an.

### Prédateurs
Dans la nature, il est chassé par des félins.
Mais son principal prédateur reste l'Homme, qui le tue pour différentes raisons (son cuir très épais, sa viande mais aussi comme « remèdes pharmaceutiques » ...). Selon la Liste rouge de l'UICN, le tapir est soit vulnérable (Tapir de Malaisie (Tapirus indicus) et  Tapir du Brésil (Tapirus terrestris), soit en danger (Tapirus pinchaque, Tapirus kabomani et Tapir de Baird (Tapirus bairdii).
Quelques tribus d'Amérique du Sud telles que les Panoan capturent les progénitures des tapirs pour les apprivoiser, ensuite ces animaux sont engraissés et ils sont utilisés pour  leur cuir et leur viande.

## Taxinomie

### Espèces

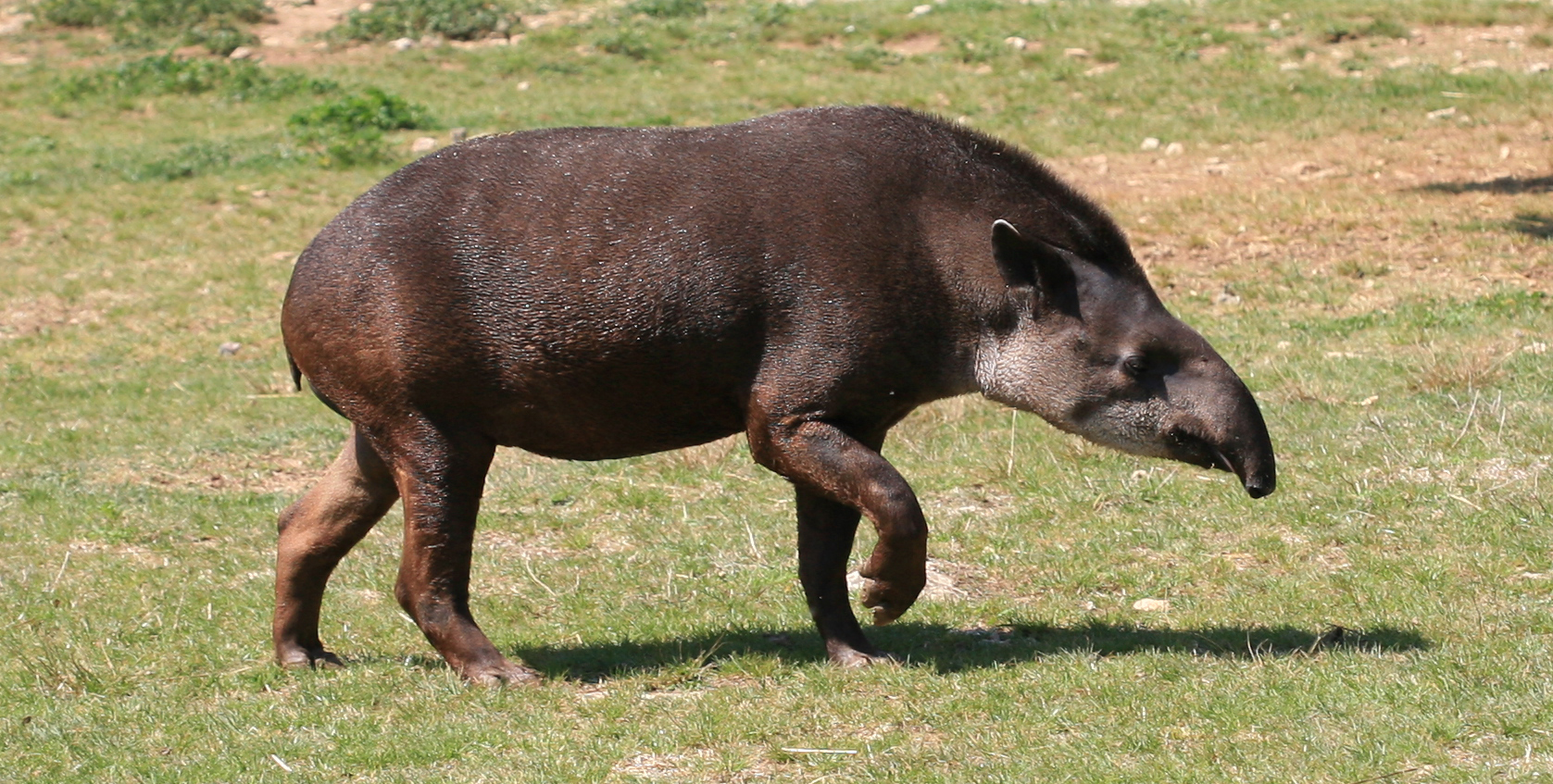
Tapirus terrestris

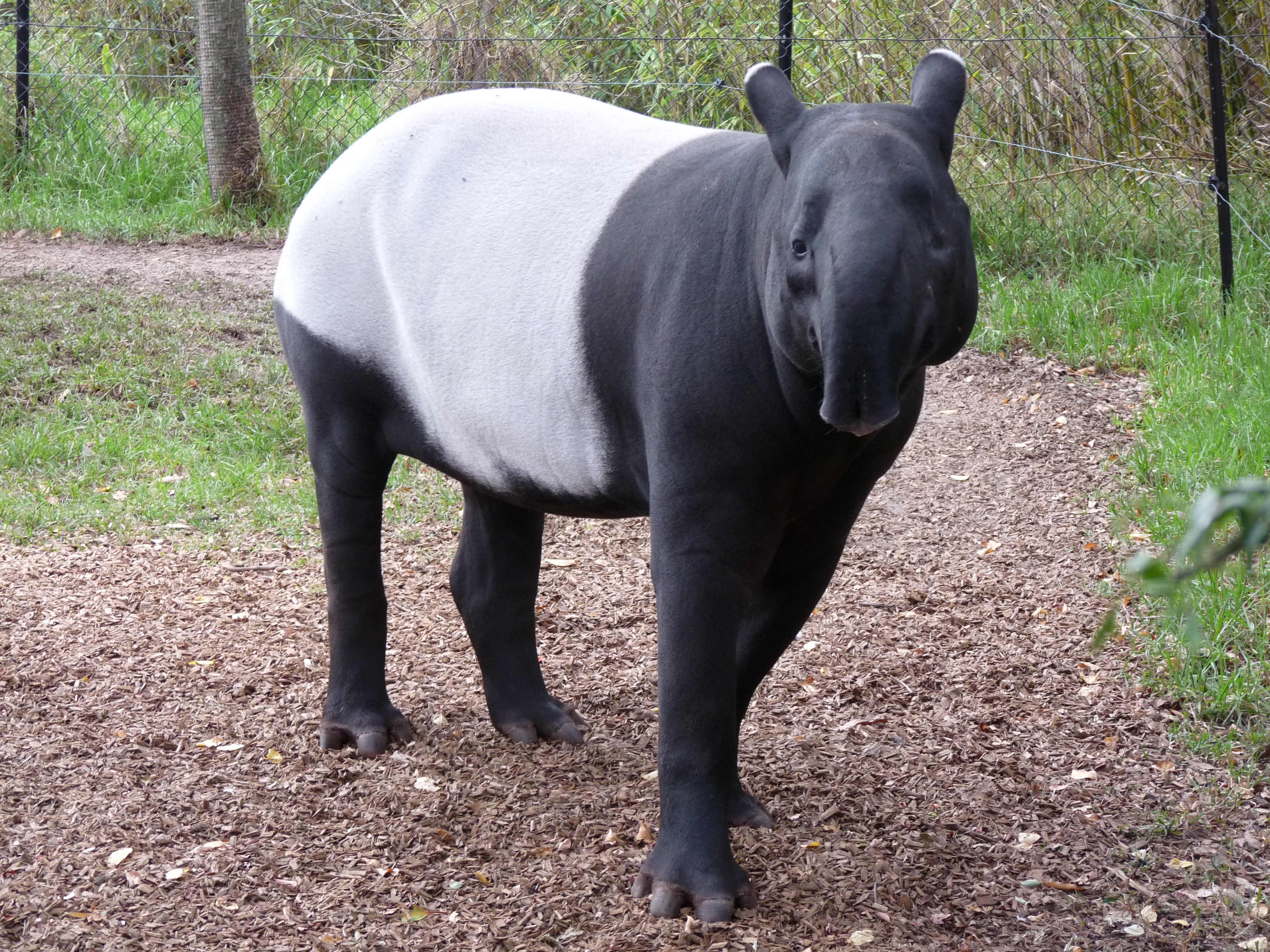
Tapirus indicus

Il existe aujourd'hui cinq espèces de tapir, quatre vivant en Amérique latine et du sud :
- Tapirus bairdii (Gill, 1865), ou tapir de Baird
- Tapirus pinchaque (Roulin, 1829), ou tapir des montagnes
- Tapirus terrestris (Linnaeus, 1758), ou tapir du Brésil
- Tapirus kabomani (sp nov., 2013)[1]

une en Asie :
- Tapirus indicus (Desmarest, 1819), ou tapir de Malaisie ou encore tapir à chabraque

|  | T. kabomani                                                                                            |
|  | |
|  | \| \| T. terrestris (Tapir du Brésil) \| \| \| \| \| \| T. pinchaque (Tapir des montagnes) \| \| \| \| |
|  | |
|  | T. terrestris (Tapir du Brésil)                                                                        |
|  | |
|  | T. pinchaque (Tapir des montagnes)                                                                     |
|  | |

|  | T. terrestris (Tapir du Brésil)    |
|  |                                    |
|  | T. pinchaque (Tapir des montagnes) |
|  |                                    |

|  | T. kabomani                                                                                            |
|  | |
|  | \| \| T. terrestris (Tapir du Brésil) \| \| \| \| \| \| T. pinchaque (Tapir des montagnes) \| \| \| \| |
|  | |
|  | T. terrestris (Tapir du Brésil)                                                                        |
|  | |
|  | T. pinchaque (Tapir des montagnes)                                                                     |
|  | |

|  | T. terrestris (Tapir du Brésil)    |
|  |                                    |
|  | T. pinchaque (Tapir des montagnes) |
|  |                                    |

|  | T. kabomani                                                                                            |
|  | |
|  | \| \| T. terrestris (Tapir du Brésil) \| \| \| \| \| \| T. pinchaque (Tapir des montagnes) \| \| \| \| |
|  | |
|  | T. terrestris (Tapir du Brésil)                                                                        |
|  | |
|  | T. pinchaque (Tapir des montagnes)                                                                     |
|  | |

|  | T. terrestris (Tapir du Brésil)    |
|  |                                    |
|  | T. pinchaque (Tapir des montagnes) |
|  |                                    |

|  | T. kabomani                                                                                            |
|  | |
|  | \| \| T. terrestris (Tapir du Brésil) \| \| \| \| \| \| T. pinchaque (Tapir des montagnes) \| \| \| \| |
|  | |
|  | T. terrestris (Tapir du Brésil)                                                                        |
|  | |
|  | T. pinchaque (Tapir des montagnes)                                                                     |
|  | |

|  | T. terrestris (Tapir du Brésil)    |
|  |                                    |
|  | T. pinchaque (Tapir des montagnes) |
|  |                                    |

### Hybride
Vers 1968, des tapirs hybrides (entre un tapir de Baird et un tapir du Brésil) ont vu le jour au zoo de San Francisco et ont donné naissance à deux générations vers 1970[réf. souhaitée].

### Espèces éteintes
- †Tapirus augustus Matthew & Granger, 1923, ou tapir géant
- †Tapirus californicus (Merriam, 1912)
- †Tapirus copei Simpson, 1945
- †Tapirus cristatellus (Winge, 1906)
- †Tapirus greslebini Rusconi, 1934
- †Tapirus johnsoni Schultz et al., 1975
- †Tapirus lundeliusi Hulbert, 2010
- †Tapirus merriami Frick, 1921
- †Tapirus mesopotamicus Ferrero & Noriega, 2007
- †Tapirus oliverasi Ubilla, 1983
- †Tapirus polkensis (Olsen, 1860)
- †Tapirus rioplatensis (Cattoi, 1957)
- †Tapirus rondoniensis Holanda et al., 2011
- †Tapirus tarijensis Ameghino, 1902
- †Tapirus veroensis (Sellards, 1918)
- †Tapirus webbi Hulbert, 2005

## Les tapirs et l'Homme

### Symbolique
Dans la culture asiatique, le tapir chasse les mauvais rêves, les cauchemars, et peut même les transformer en chance.
Ainsi, le baku, une créature fantastique du folklore japonais, apparaît souvent sous les traits d'un tapir.

### Jargon
Dans le jargon de l'École normale supérieure, le « tapir » désigne un élève à qui un normalien donne des cours particuliers. Son étymologie reste incertaine.